# 王樂儀
王樂儀（英文：Yvette Lok Yee Wong），香港填詞人、作家、專欄作家，師從著名詞人周耀輝，畢業於香港浸會大學人文及創作系，現為阿姆斯特丹大學文化分析學院博士候選人。

## 生平
2011年，王樂儀考入香港浸會大學人文及創作系，在報讀著名填詞人周耀輝開設的歌詞班後開始歌詞創作。其後，王樂儀當上周耀輝的學術助手，兩人多次合填歌詞。出道詞作是吳雨霏2015年的《想入非非》（和周耀輝合填）。與唱作人王嘉儀、黃妍為長期創作伙伴。

## 填詞作品

### 2014年（1首）
- Grace Luk - 浮塵紀

### 2015年（2首）
| - 吳雨霏 - 想入非非 （與周耀輝合填） | - 吳莫愁 - 接近無限溫暖的你 （與周耀輝合填） |

### 2016年（4首）
| - 王嘉儀 - 獵 - 王嘉儀 - 深淵 （與王嘉儀合填） | - 王嘉儀 - 給男神的面書 （與王嘉儀合填） - 王嘉儀 - 愁滋味 （與王嘉儀合填） |

### 2017年（6首）
| - 王嘉儀 - 美麗新世界 - 王嘉儀 - Leaving Home - 王嘉儀 - 翩翩 | - 許志安 - Remember Me（粵） - 陳蔚琦 - 十年蟬 - per se - 親愛的幽靈 |

### 2018年（9首）
| - 黃 妍 - 笑容迷路了（粵）（與周耀輝合填） - 王嘉儀、李拾壹 - You Jump I Jump （與周耀輝合填） - 王嘉儀、李拾壹 - 天衣 - 崔子格 - 亂世戰果 （與周耀輝合填） - SENZA A Cappella - 四分鐘 （與周耀輝合填） | - 譚杏藍 - 傻大姐 - 譚杏藍 - 誰叫何里玉 - 黃淑蔓 - 光引致疼痛 - 許廷鏗 - 鬼 |

### 2019年（16首）
| - 曾樂彤 - 永恆少年 - 黃 妍 - 刮骨 - 黃 妍 - 貪睡的人 - 黃 妍 - 寂靜的回聲 - 孫慧雪 - 幸福的錯覺 - Dusty Bottle - 問世間情是何物 - per se - 慶祝無意義 - MIRROR - 破鏡 （與李拾壹合填） | - 王嘉儀 - 微物 - 王嘉儀 - 月光族 - 王嘉儀 - 學說 - 王嘉儀 - 厭世臉 - 王嘉儀 - 你是屏幕，我是什麼 - 王嘉儀 - 菩薩 - 王嘉儀 - 三目 - 許廷鏗 - 四書五經六欲七竅 |

### 2020年（10首）
| - 曾樂彤 - 天空之門 - Dusty Bottle - Break It Down - 馮允謙 - 地球來的人 - 許廷鏗 - 苦果 - 黎曉陽 - 阿茲與海默 | - 李靖筠 - Getaway（與Anna Timgren 、 Gionata Caracciolo合填） - 黃 妍 - 牆身有裂 - 黃 妍 - 遲起的鳥兒有蟲吃 - 黃 妍 - 我心中尚未崩壞的部分（與周耀輝合填） - 陳彥廷 - 圈子 |

### 2021年（14首）
| - 張敬軒 - 無城有愛 - 王嘉儀 - 一切心神恍惚之間 - 楊智遠 - 世界不配有我們（ft.謝芊彤） - 黃 妍 - 至少有歌 （廣東爆谷Jingle） - 黃 妍 - 天光前 - 黃 妍 - 無聲浪 - 黃 妍 - 輕盈 | - 黃 妍 - 消失的人 - 黃 妍 - 我沒有歌 - 黃 妍 - 兩個月亮 - per se - 無門 - 廖嘉敏 - 幻痛 - 布志綸 - 想再和你看煙花 - 黃 靖 - Utopia |

### 2022年（19首）
| - Gin Lee - 虛榮 - 黃 妍 - Little People - 黃 妍 - 世界以痛吻我而我歌唱 - 黃 妍 - 7月24日大道 - 黃 妍 - 心的全部 - 區子琳 - 瘟疫在愛蔓延時 - Kowloon K - 換我 - per se - 竊竊詩 - 盧瀚霆 - Mr. Stranger | - Pandora - 風月 - 衛 蘭 - 風靡 - 蘇麗珊 - 不是男孩 - 陳柏宇 - 命盡頭 - 許廷鏗 - 亻言 - 胡樂彤 - Drunk Talk - 王嘉儀 - 淹悶 - 汪蘇瀧 - 大裂 - 汪蘇瀧 - 軟體人生 |

### 2023年（16首）
| - 黃凱逸 - 吟鈴 - 黃 妍 - 異地書 - 黃 妍 - 反烏托邦三部曲 - 黃 妍 - 哀傷的作者 - 陳葦璇 - 高敏族 - 盧瀚霆 - Nah - 何雁詩 - the right kind - 王嘉儀 - 浮標 | - 鄭秀文 - 吃掉悲傷 - AGA - MIZU - per se - 最後一個糊塗神 - 區子琳 Feat. Cotaboii - 甩身 - AP潘宇謙 - 寂靜的誕生 - Beanies - 十二變 - 陳慧敏 - 不只一萬八千個世界 - JOYA - 沉積岩 |

### 2024年（13首）
| - 蘇家欣 - 愛的成人式 - 胡肇賢 - 障礙賽 - 馬天佑 - 受傷 - 馬天佑 - 斷崖 - 李芷君 - 三十歲要知道的事 - 陳葦璇 - 左手香 - Pandora - 反引力塵 | - VIVA - DTR - VIVA - Morning Call - 李璧琦 - 鬥醒 Be awakened - 小 肥 - 小心熊出沒 - 汪蘇瀧 - 短路一刻火花四散 - 邱彥筒 - 㪐㩿 （與周耀輝合填） |

### 2025年（5首）
| - 黃淑蔓 - 留在你在我在的腦海 - 廖嘉敏 - 給世上不可或缺的人 - VIVA - 不夠浪漫的我們 | - 陳卓賢 - 樹會流眼淚 - 黃 妍 - 叫吧！大笨蛋 |

## 評論
香港作家董啟章在專欄讚揚王樂儀為「新一代填詞人當中最出色的」，認為她善於運用意象，時有大膽創新的句子，對細節和微妙的情感差異十分敏感；語言質感方面，她有意識地避免單一和片面，而能達致「輕中有重，重中有輕」。既可以寫暴烈的詞，也能寫溫柔的詞。